# Sunday Punch
Pour plus de détails, voir Fiche technique et Distribution.
Sunday Punch est un film américain réalisé par David Miller, sorti en 1942.

## Fiche technique
- Titre : Sunday Punch
- Réalisation : David Miller
- Scénario : Fay Kanin, Michael Kanin et Allen Rivkin
- Direction artistique : Cedric Gibbons
- Photographie : Paul Vogel
- Montage : Albert Akst
- Pays d'origine : États-Unis
- Format : Noir et blanc - 1,37:1 - Mono
- Genre : comédie dramatique
- Date de sortie : 1942

## Distribution
- William Lundigan : Ken Burke
- Jean Rogers : Judy Galestrum
- Dan Dailey : Olaf 'Ole' Jensen
- Guy Kibbee : 'Pops' Muller
- J. Carrol Naish : Matt Bassler
- Connie Gilchrist : Ma Galestrum
- Sam Levene : Roscoe
- Leo Gorcey : 'Biff'
- Rags Ragland : 'Killer' Connolly
- Anthony Caruso : Nat Cucci
- Frank Hagney (non crédité) : Dennis Riley, premier arbitre